# Slag bij Trois-Rivières

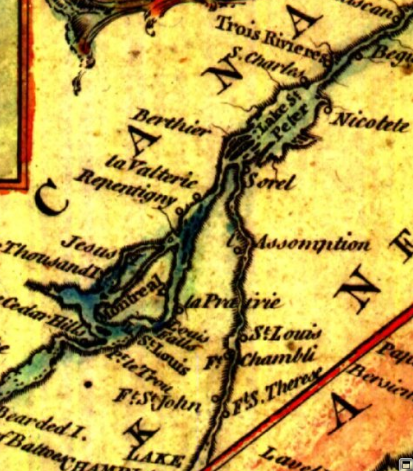
Kaart van de slag

De Slag bij Trois-Rivières was een slag tijdens de Amerikaanse Onafhankelijkheidsoorlog, die plaatsvond op 8 juni, 1776 nabij Trois-Rivières in Quebec, Canada. Een Brits leger onder leiding van de gouverneur van Quebec, Guy Carleton, die een aanval van de kolonisten afsloeg, won een tegenaanval van John Sullivan.
Het koloniale leger in Canada had een ernstige nederlaag geleden bij de rampzalige Slag bij Quebec (1775) op oudejaarsavond 1775. Dankzij een grote aanvoer van middelen en versterkingen konden de Amerikanen hun aanwezigheid in de buurt van de stad Quebec blijven handhaven in de loop 1776, maar een superieure Britse artillerie maakte het beleg onmogelijk en ziekte dunde de rangen verder uit.
In mei zeilde een hulpeskadron van de Royal Navy naar de haven van Quebec. Dit werd aangevuld met 4 infanterieregimenten en Hessische troepen uit Brunswijk. Onder de leiding van Carleton werd een aanval op de kolonisten ingezet. Sullivan voerde een tegenaanval uit nabij Trois-Rivières, maar Carelton kon die pareren. Alhoewel Sullivans manschappen verslagen waren door de Britse infanterie, kregen de meesten van zijn manschappen wel de kans om naar Montreal te ontsnappen door de overvoorzichtige houding van Carleton.
Bij Britse raids in de ruime omgeving van Montreal tijdens de lente van dat jaar werd bijna 500 man gevangengenomen in gevechten bij Fort Cedar en bij Vaudreuil. Omdat hij het gebied niet onder controle kon houden, verliet Benedict Arnold Montreal op 15 juni na nog gepoogd te hebben de stad in brand te steken.